# Ficus benghalensis

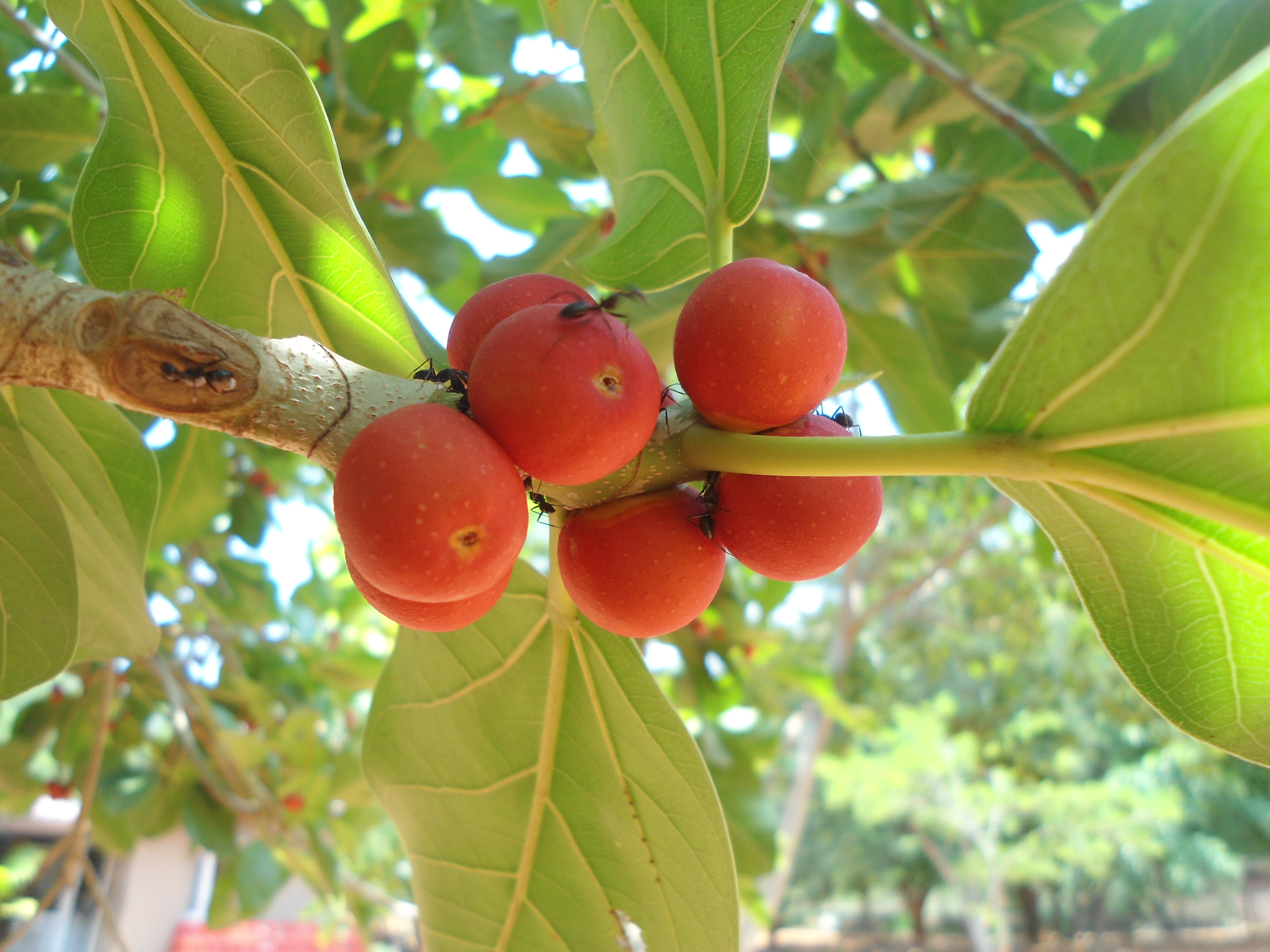
Fruit de Ficus benghalensis a Visakhapatnam

Ficus benghalensis, el banià d'Índia, és una espècie de gran arbre del gènere de la figuera (Ficus). És una planta nadiua del subcontinent indi. Ficus benghalensis produeix arrels aèries.

## Ecologia
Les seves figues són menjades per ocells i animals. Les llavors són dispersades pels ocells passant pel seu sistema digestiu i millorant així la germinació.

## Significat cultural
Aquest arbre es considera sagrat a l'Índia, fa molta ombra i és plantat en moltes carreteres. És l'arbre nacional de l'Índia.
És l'arbre més gros del món quan se'n té en compte la superfície de la capçada. Un individu, Thimmamma Marrimanu, a Andhra Pradesh, ocupa una superfície de 19.107 metres quadrats, i és així l'arbre de més volum de capçada del món.